# Protomártir

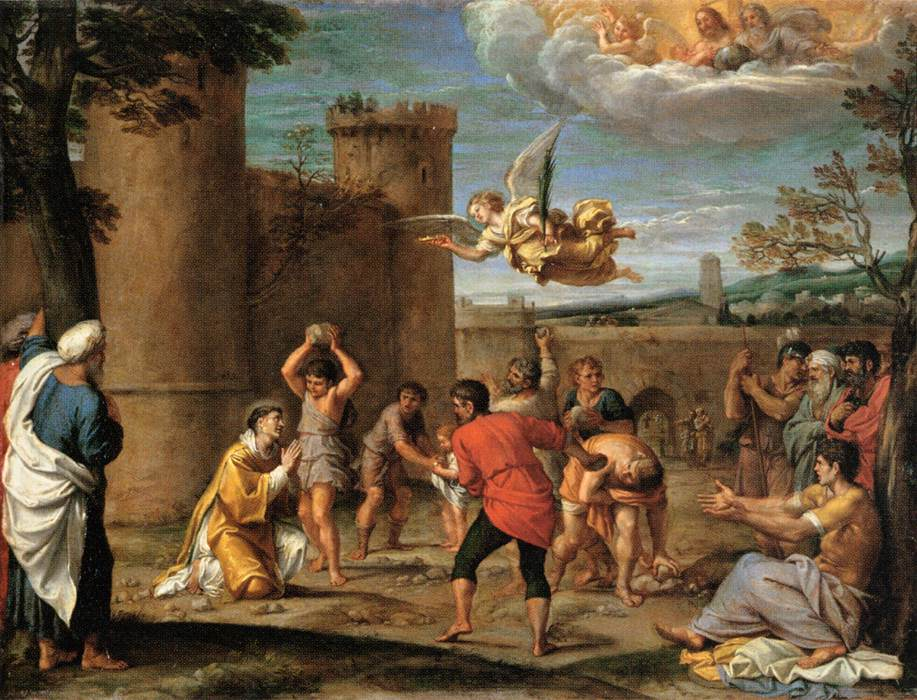
O apedrejamento de Santo Estêvão.
1603-4. Por Annibale Carracci, atualmente no Museu do Louvre.

Protomártir (em grego:  πρότος, prótos - "primeiro" + μάρτυρας, mártyras - "mártir") é um termo utilizado para designar o primeiro mártir cristão em um determinado país. Alternativamente, se utilizado sem nenhuma outra qualificação, refere-se a Santo Estêvão, o primeiro mártir da igreja cristã, ou a Santa Tecla, a primeira mulher martirizada.
Todos os anos, no dia 30 de Junho, a Igreja Católica celebra a memória dos "Santos Protomártires" que, ano de 64, foram apresentados como culpados do "Grande incêndio de Roma" pelo imperador Nero que não quis se dar por culpado e os culpou para sair ilibado, servindo os seus interesses políticos. Entre os mártires mais ilustres estavam São Pedro e São Paulo.

## Protomártires por região

### África
- James Hannington – Uganda

### Ásia
- Francis Ferdinand de Capillas – China
- Rajden the First-Martyr – Pérsia
- Santo Estevão - Israel
- São Pedro Batista (San Pedro Bautista) - Japão
- São Lorenzo Ruiz – Filipinas – executado no Japão durante o Shogunato Tokugawa
- André Kim Taegon – Coreia do Sul
- São Vladimir – Rússia
- André de Phu Yen – Vietnã[3]

### Europa
- Santo Albano – Grã-Bretanha
- Francisco de Aberdeen – Escócia[4]
- São Vicente de Saragoça – Espanha
- Adalberto de Praga – Polônia
- Protomártires franciscanos – Portugal[5]
- Primeiros mártires da Igreja de Roma

### América do Norte
- Juan de Padilla – Estados Unidos
- Filipe de Jesus – México

### América do Sul
- Mártires de Cunhaú e Uruaçu - Brasil
- Mártires da Guanabara[nota 1] - Brasil[6][7][8]

### Oceania
- Pedro Chanel
- Juan de los Reyes – Guam